# Audre zachaeus
Audre zachaeus är en fjärilsart som beskrevs av Fabricius 1793. Audre zachaeus ingår i släktet Audre och familjen Riodinidae. Inga underarter finns listade i Catalogue of Life.